# Luciana di Segni
Luciana dei Conti di Segni, talvolta riportata anche come Lucia (... – Tripoli, post 1261), è stata una nobile italiana, principessa consorte d'Antiochia e contessa consorte di Tripoli.

## Biografia

Situazione degli Stati Crociati durante la reggenza di Luciana

Luciana nacque nella famiglia dei Conti di Segni. Era la pronipote di papa Innocenzo III e la cugina di papa Gregorio IX, che si adoperò per farla diventare la seconda moglie di Boemondo V, principe di Antiochia e conte di Tripoli. Il matrimonio ebbe luogo nel 1238. Luciana fu responsabile degli stretti rapporti di Boemondo con la Santa Sede, ma i suoi baroni non gradirono il gran numero di parenti e amici romani da lei invitati nell'Oriente latino. A causa di ciò, Boemondo non godeva di buoni rapporti con il comune di Antiochia, dominato dai greci, e preferiva piuttosto risiedere a Tripoli. La principessa Luciana esercitò la propria influenza anche sulle gerarchie ecclesiastiche locali: fu probabilmente tra i fautori della nomina del nuovo patriarca greco-ortodosso di Antiochia, Davide (intorno al 1240), e nel 1261 fece insediare suo fratello Paolo come vescovo di Tripoli.
Luciana e Boemondo V ebbero due figli, Boemondo VI e Piacenza. Boemondo V morì nel gennaio 1252 quando suo figlio ed erede aveva 15 anni ed era quindi ancora minorenne. Luciana assunse la reggenza per conto di suo figlio, ma fu un'amministratrice irresponsabile. Rimase a Tripoli, lasciando Antiochia al governo dei suoi parenti romani. Tale era la sua impopolarità che il giovane Boemondo VI chiese a papa Innocenzo IV di essere dichiarato maggiorenne con qualche mese di anticipo, richiesta alla quale Innocenzo diede il suo consenso. Re Luigi IX di Francia, che si trovava accampato a Giaffa per la settima crociata, fece da mediatore nella disputa tra madre e figlio. La principessa vedova, ormai privata del potere, fu compensata con una cospicua rendita. Riuscì tuttavia a far sì che i cavalieri romani mantenessero il controllo di diverse posizioni di rilievo anche dopo la sua reggenza, portando ad una fallita ribellione baronale contro suo figlio.